# L'Anziano
L'Anziano è un personaggio immaginario della saga delle Cronache dei vampiri di Anne Rice. Di origini egiziane, viene ucciso nel 4 d.C. da Akasha negli alloggi di Marius in Egitto. La sua storia viene narrata in Scelti dalle tenebre e Il vampiro Marius.